# Циклічний ранг
Циклічний ранг орієнтованого графа — міра зв'язності орграфа, яку запропонували Егган і Бучі. Це поняття інтуїтивно відбиває, наскільки близький орграф до спрямованого ациклічного графа (САГ, англ. DAG), коли циклічний ранг САГ дорівнює нулю, тоді як повний орграф порядку n із петлями в кожній вершині має циклічний ранг n. Циклічний ранг орієнтованого графа тісно пов'язаний із деревною глибиною неорієнтованого графа та висотою ітерації регулярних мов. Циклічний ранг набув застосування в обчисленнях із розрідженими матрицями (див. статтю Bodlaender, Gilbert, Hafsteinsson, Kloks, 1995) та логіці.

## Визначення
Циклічний ранг {\displaystyle r(G)} орграфа G = (V, E) індуктивно визначається так:
- Якщо {\displaystyle G} ациклічний, то r(G) = 0 .
- Якщо {\displaystyle G} сильно зв'язний і {\displaystyle E} не порожня, то

{\displaystyle r(G)=1+\min _{v\in V}r(G-v),\,}
де {\displaystyle G-v} — орграф, отриманий видаленням вершини {\displaystyle v} і всіх ребер, що починаються або закінчуються в {\displaystyle v}.
- Якщо {\displaystyle G} не є компонентою сильної зв'язності, то {\displaystyle r(G)} дорівнює найбільшому циклічному рангу серед усіх компонент сильної зв'язності графа {\displaystyle G}.

Деревна глибина неорієнтованого графа має дуже схоже визначення за допомогою неорієнтованої зв'язності та зв'язних компонентів замість сильної зв'язності та компонентів сильної зв'язності.

## Історія
Циклічний ранг увів Егган у контексті висоти ітерації регулярних мов. Айзенштат і Лю перевідкрили циклічний ранг як узагальнення неорієнтованої деревної глибини. Поняття розроблялося від початку 1980-х і застосовувалося до роботи з розрідженими матрицями.

## Приклади
Циклічний ранг спрямованого ациклічного графа дорівнює 0, тоді як повний орграф порядку n з петлею в кожній вершині має циклічний ранг n. Крім цих двох випадків, відомий циклічний ранг кількох інших орграфів: неорієнтований шлях {\displaystyle P_{n}} порядку n, який має відношення симетрії ребер і не має петель, має циклічний ранг {\displaystyle \lfloor \log n\rfloor }. Для орієнтованого {\displaystyle (m\times n)}-тора {\displaystyle T_{m,n}}, тобто, прямого добутку двох орієнтованих контурів довжини m і n маємо {\displaystyle r(T_{n,n})=n} і {\displaystyle r(T_{m,n})=\min\{m,n\}+1} для m ≠ n.

## Обчислення циклічного рангу
Обчислення циклічного рангу є складною задачею. Грубер довів, що відповідна задача розв'язності є NP-повною навіть для розріджених орграфів з найбільшим півстепенем виходу 2. Позитивним є те, що задача розв'язна за час {\displaystyle O(1.9129^{n})} на орграфах з найбільшим напівстепенем виходу 2 і за час {\displaystyle O^{*}(2^{n})} на загальних орграфах. Існує апроксимаційний алгоритм з коефіцієнтом апроксимації {\displaystyle O((\log n)^{\frac {3}{2}})}.

## Застосування

### Висота ітерації регулярних мов
Циклічний ранг вперше застосовано в теорії формальних мов для вивчення висоти ітерації регулярних мов. Егган установив відношення між теоріями регулярних виразів, скінченними автоматами та орієнтованими графами. Пізніше це відношення стало відомим як теорема Еггана. У теорії автоматів недетермінований скінченний автомат з ε-переходами (ε-НСА) визначається як 5-ка, (Q, Σ δ q0 F), що складається з:
- скінченної множини станів Q,
- скінченної множини вхідних символів Σ,
- множини помічених дуг δ, званих переходами : {\displaystyle Q\times (\Sigma \cup \{\varepsilon \})\times Q} (тут ε позначає порожній рядок),
- початкового стану q0 ∈ Q,
- множини станів F, званих поглинальними, F⊆Q.

ε-НСА приймає слово w ∈ Σ*, якщо існує орієнтований ланцюг із початкового стану q0 до деякого кінцевого стану F, що використовує дуги з δ так що конкатенація всіх міток уздовж шляху утворює слово w. Множина всіх слів над Σ*, які приймає автомат, є мовою, яку приймає автомат A.
Якщо говорити про недетермінований скінченний автомат A зі множиною станів Q як про орієнтований граф, ми природно маємо на увазі граф із множиною вершин Q, породженою переходами.
Теорема Еггана: Висота ітерації регулярної мови L дорівнює найменшому циклічному рангу серед усіх недетермінованих скінченних автоматів з ε-переходами, що приймають мову L.
Докази цієї теореми дали Егган і пізніше Сакарович  .

### Розклад Холецького для розріджених матриць
Інше застосування цієї концепції лежить в галузі обчислень з розрідженими матрицями, а саме, для використання вкладеного розтину при обчисленні розкладу Холецького (симетричної) матриці за допомогою паралельного алгоритму. Задану розріджену {\displaystyle (n\times n)} матрицю M можна інтерпретувати як матрицю суміжності деякого симетричного орграфа G з n вершинами, так що ненульові елементи матриці відповідають один до одного ребрам графа G. Якщо циклічний ранг орграфа G не перевищує k, то на паралельному комп'ютері з {\displaystyle n} процесорами розклад Холецького матриці M можна обчислити за не більше ніж k кроків.